# Folsomides
Folsomides är ett släkte av urinsekter. Folsomides ingår i familjen Isotomidae.

## Dottertaxa tillFolsomides, i alfabetisk ordning[1][2]
- Folsomides almanzorensis
- Folsomides alvarezi
- Folsomides analuisae
- Folsomides andinensis
- Folsomides angularis
- Folsomides arenosus
- Folsomides arenus
- Folsomides aridoviator
- Folsomides arnoldi
- Folsomides asiaticus
- Folsomides ayllonensis
- Folsomides cenkeh
- Folsomides centralis
- Folsomides chichinautzini
- Folsomides croci
- Folsomides cumbrosus
- Folsomides decemoculatus
- Folsomides deflexus
- Folsomides delamarei
- Folsomides denisi
- Folsomides deserticolus
- Folsomides famarensis
- Folsomides graminis
- Folsomides insularis
- Folsomides intermedius
- Folsomides lawrencei
- Folsomides marchicus
- Folsomides mediterraneus
- Folsomides monosetis
- Folsomides mosambicensis
- Folsomides nanus
- Folsomides neozealandia
- Folsomides nepalicus
- Folsomides nigrocellatus
- Folsomides ononicolus
- Folsomides oromii
- Folsomides parvulus
- Folsomides petiti
- Folsomides pinicolus
- Folsomides pocosensillatus
- Folsomides portucalensis
- Folsomides pseudangularis
- Folsomides quinocellatus
- Folsomides semiparvulus
- Folsomides sexophthalmus
- Folsomides socorrensis
- Folsomides supranubius
- Folsomides teno
- Folsomides teres
- Folsomides terrus
- Folsomides tonellus
- Folsomides troglobius
- Folsomides unicus
- Folsomides urumqiensis
- Folsomides vinosus
- Folsomides viridescens
- Folsomides virungiensis
- Folsomides xerophilus
- Folsomides yucatanicus
- Folsomides zairensis